# 走って行こう未来へ
走っていこう未来へ (はしっていこうみらいへ、朝鮮語：달려가자 미래로、英：Dash to the future) は、朝鮮民主主義人民共和国の歌曲である。

## 概要
2012年8月25日の「先軍節」に行われた「牡丹峰楽団火線公演」にて初めて披露された。以降、さまざまな芸術団体の公演でアレンジを変えて演奏され続けている。
北朝鮮のテレビ・ラジオでは、牡丹峰楽団の演奏・歌による楽曲が放送されている。朝鮮の声日本語放送では、「未来目指して進もう」の曲名で紹介される。